# Ban Muang
Po-khun Ban Muang  (en thaï : พ่อขุนบานเมือง) est un roi de Thaïlande qui règne de 1257 à 1279
Il est le fils survivant le plus âgé du roi Po-khun Sri-Indrathit et de son épouse Nang Suang. Son frère aîné étant mort très jeune, il est couronné à la mort de son père en 1257. Il a régné vingt-deux ans, consolidant Sukhothaï et les bases du royaume thaï.
À sa mort en 1279, son frère Po-khun Ramkhamhaeng lui a succédé.